# Posek
Posek (Hebreiska פוסק,IPA: [po·ˈseq], pl. Poskim פוסקים) är termen inom judisk juridik för "en beslutare" - en lärd jurist som bestämmer hur halakha-n skall utformas i fall då tidigare laglärda inte kunde komma fram till ett slutgiltigt regel, eller i fall där inga halakhiska prejudikat fanns. 
Beslut som fattas av en posek kallas psaq din eller psaq halakha ("juridisk beslut"; pl. pisqei din, pisqei halakha), eller helt enkelt psaq. 